# Kalāteh-ye Moḩammad Jān
Kalāteh-ye Moḩammad Jān (persiska: کلاته محمّد جان) är en ort i Iran.   Den ligger i provinsen Khorasan, i den nordöstra delen av landet, 600 km öster om huvudstaden Teheran. Kalāteh-ye Moḩammad Jān ligger 1 473 meter över havet och antalet invånare är 202.
Terrängen runt Kalāteh-ye Moḩammad Jān är kuperad norrut, men söderut är den platt. Kalāteh-ye Moḩammad Jān ligger nere i en dal som går i nord-sydlig riktning.Runt Kalāteh-ye Moḩammad Jān är det ganska tätbefolkat, med 56 invånare per kvadratkilometer. Närmaste större samhälle är Zāvang-e Soflá, 13,7 km söder om Kalāteh-ye Moḩammad Jān. Omgivningarna runt Kalāteh-ye Moḩammad Jān är i huvudsak ett öppet busklandskap.